# Comédie des 3 bornes
La Comédie des 3 bornes est un théâtre de 45 places situé au 32 rue des Trois-Bornes, dans le XIe arrondissement de Paris.
Anciennement Théâtre des 3 bornes, fondé en 1996 par Michel Salardenne, il est rebaptisé en 2005 par l'équipe de comédiens qui en reprend la direction artistique,.

## Programmation
La Comédie des 3 bornes accueille des pièces de théâtre, des seul(e)s-en-scène d'humour parfois engagés, des pièces musicales ainsi que des spectacles jeune public,,. Le théâtre a notamment accueilli les débuts du spectacle Bonhomme de Laurent Sciamma, ainsi que celui de l'humoriste Tahnee et le spectacle-conférence Chattologie de Klaire fait Grr.